# Hermann Eisenhut
Hermann Eisenhut (* 29. Juni 1902 in Basel; † 2004 in Uhwiesen) war ein führender Schweizer Frontist.

## Leben
Von Basel zog die Familie bald nach seiner Geburt nach Feuerthalen, Kanton Zürich, sodass Hermann Eisenhut im benachbarten Schaffhausen die Kantonsschule besuchte. Danach studierte er in Zürich, Genf und in verschiedenen deutschen Städten Jurisprudenz und schloss mit der Promotion ab. Er übernahm eine Stelle am Schaffhauser Obergericht und war bei einer Grossbank und beim städtischen Elektrizitätswerk tätig. Danach wurde er noch als FDP-Vertreter ins Amt eines Waisensekretärs gewählt. Bei den Wahlen im Herbst 1936 musste Eisenhut, der inzwischen einer der führenden Frontisten war, jedoch aus politischen Gründen einem Sozialdemokraten weichen.
Seit Gründung der Neuen Front war Hermann Eisenhut in leitender Funktion, etwa als langjähriger Gauführer-Stellvertreter, dabei und fungierte seit Frühjahr 1933 insbesondere als Redaktor des «Grenzboten» und später der «Front». Zudem soll Eisenhut zwischenzeitlich auch als Stagiaire auf der Redaktion der Bodensee-Rundschau im deutschen Konstanz gewirkt haben, und im Frühjahr 1940 wurde er für seine Artikel erstmals von der Abteilung Presse und Funkspruch (APF) verwarnt. Zudem wurde er 1940 in eine Untersuchung um die frontistischen Offiziere einbezogen.
Im Herbst 1942 wurde Hermann Eisenhut ein erstes und im Sommer 1943 ein zweites Mal wegen verbotenem politischen Nachrichtendienst verhaftet. Zudem wurde er im Herbst 1943 aus der Schweizer Armee ausgeschlossen.
Nach seiner Haftentlassung im Februar 1944 bemühte sich Hermann Eisenhut vergeblich um eine Ausreisebewilligung nach Deutschland. Auch nach dem Krieg traf er offenbar noch hin und wieder mit den alten Gesinnungsgenossen zusammen. Eisenhut verstarb 2004 im hohen Alter in Uhwiesen.